# Аизоантемум
Аизоантемум (лат. Aizoanthemum) — род растений семейства Аизовые (Aizoaceae), подсемейства Aizooideae, естественно произрастающий на территории Южной Африки (Ангола, Намибия, ЮАР).

## Название
Родовое латинское (научное) название Aizoanthemum происходит от названия рода Aizoon, на которое представители данного рода похожи, и греческого слова anthemon, что в переводе означает «цветущее растение».

## Ботаническое описание

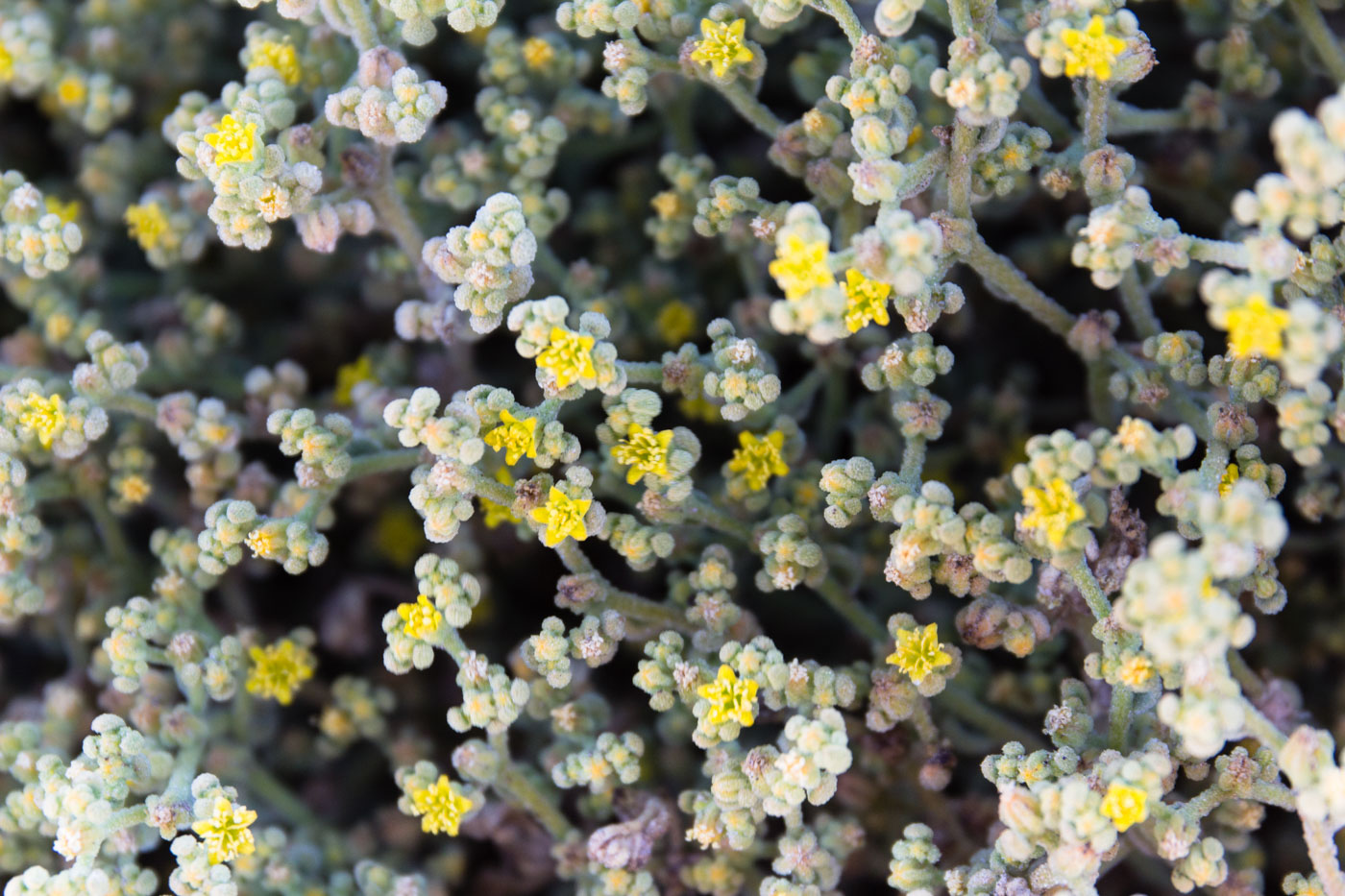
Цветки Aizoanthemum galenioides

Представители рода относятся к однолетним травянистым растениям с переменными сосочковыми стеблями, которые могут быть распростертыми или восходящими и сильно разветвленными. Листья расположены очередно и обычно имеют густососочковую структуру; они могут быть сидячими или иметь черешки и часто имеют мясистую текстуру.
Цветки обоеполые, одиночные, расположены на верхушках стеблей, и часто сидят в развилках стеблей. Завязь верхняя, 5-10-гнездная, с 2-м количеством висячих семязачатков в каждом гнезде. Плод — коробочка с закругленной верхушкой, полностью открывающуюся длинными расширяющимися килями, которые идут от центра плода к его кончику. Семена почковидные, от светло до темно-коричневого цвета.
Число хромосом — 8.

## Таксономия
Aizoanthemum Dinter ex Friedrich, первое упоминание в Mitt. Bot. Staatssamml. München 2: 343 (1957).

### Виды
Подтвержденные виды (5) по данным сайта Plants of the World Online на 2023 год:
- Aizoanthemum dinteri (Schinz) Friedrich
- Aizoanthemum galenioides (Fenzl ex Sond.) Friedrich
- Aizoanthemum membrum-connectens Dinter ex Friedrich
- Aizoanthemum mossamedense (Welw. ex Oliv.) Friedrich
- Aizoanthemum rehmannii (Schinz) H.E.K.Hartmann